# Josias Hartmann
Josias Hartmann   (Grisons, 3 d'abril de 1893 - Ginebra, 29 d'octubre de 1982) va ser un tirador suís que va competir durant la dècada de 1920.
El 1924 va prendre part en els Jocs Olímpics de París, on guanyà la medalla de bronze en la prova de carrabina, 50 metres  del programa de tir.